# Open Database License
Open Database License (ODbL) — "share-alike" ліцензійна угода, призначена для того, щоб дозволити користувачам вільно ділитися, змінювати і використовувати відкриті бази даних, зберігаючи при цьому таку ж свободу і для інших. Поточна версія ліцензії — 1.0.

## Історія і поширення
Текст ліцензії був розроблений у 2007 році юристами Jordan Hatcher і Dr. Charlotte Waelde з  Open Data Commons, що є частиною Фонду відкритих знань (Open Knowledge Foundation).
Найбільшого поширення ліцензія ODbL набула у відкритому геоінформаційних проекті OpenStreetMap (OSM), який у вересні 2012 року змінив ліцензію з Creative Commons на ODbL у спробі мати більшу юридичну безпеку і більш конкретну ліцензію для бази даних.